# Haïti. Uden cykel
Haïti. Uden cykel er en dansk dokumentarfilm fra 2000 med instruktion og manuskript af Stig Hartkopf.

## Handling
Tre hvide mænd passerer grænsen til Haïti i en gammel bus. Gennem de næste tre dage oplever de en næsten ubeskrivelig blanding af frygt, glæde og eufori. Haïti, det fattigste land på den vestlige halvkugle, afholder hvert år et tre dage langt karneval. 2 millioner sorte er på gaden i intens udfoldelse med musik, dans, vold, glæde, druk og voodoo. En fest alene for de sorte, hvide og turisters tilstedeværelse er ildeset.